# Gervasio Antonio de Posadas
Gervasio Antonio de Posadas y Dávila (Buenos Aires, 18 de junho de 1757 — Buenos Aires, 2 de julho de 1833) foi um membro da Segundo Triunvirato da Argentina de 19 de agosto de 1813 a 31 de Janeiro de 1814, após o qual ele atuou como Diretor Supremo até 9 Janeiro de 1815.

## Vida
Os primeiros estudos de Posadas foram no convento de São Francisco. Depois estudou e exerceu advocacia com Manuel José de Labardén. Em 1789, Posadas foi nomeado notário-geral do bispado, e manteve esse cargo até os eventos da Revolução de maio. Ele desconhecia a revolução iminente e foi pego de surpresa quando o Cabildo de Buenos Aires (prefeitura) foi ocupado em 25 de maio de 1810; ele não concordou que isso tivesse sido feito de forma legítima. Suas doações à Sociedad Patriótica fizeram dele um associado da facção Saavedrist, de modo que os líderes dos motins de 5 de abril de 1811 o exilaram em Mendoza. Um mês depois, foi nomeado procurador-procurador da Cidade de Buenos Aires.
Como muitos outros argentinos do século XIX proeminentes na vida pública, Posadas era maçom.
O Segundo Triunvirato encarregou Posadas, Nicolás Rodríguez Peña e Juan Larrea de redigir uma Constituição para consideração da Assembleia do ano XIII, então ele se tornou parte do Triunvirato quando a Assembléia concedeu o Poder Executivo ao Triunvirato. Então, em 22 de janeiro de 1814, a mesma Assembleia decidiu concentrar o Poder Executivo nele como Diretor Supremo para as Províncias Unidas, e ele assumiu esse cargo por um período de um ano. Durante seu governo, Saavedra e Campana foram exilados, Montevidéu caiu para as Províncias Unidas, mas surgiram sérios problemas com José Gervasio Artigas e a Liga Federalna Banda Oriental. Além disso, Fernando VII da Espanha recuperou seu trono em 1815.
Posadas foi sucedido no cargo por seu sobrinho, Carlos María de Alvear, que foi destituído logo em seguida por um golpe de estado militar. Em agosto de 1815, toda a facção Alvearista estava em desgraça e Posadas foi preso. O ex-diretor supremo passou os seis anos seguintes em 22 prisões diferentes. Ele começou a escrever suas memórias em 1829.